# Oblężenie Pembroke
Oblężenie Pembroke – oblężenie, które miało miejsce od końca maja do 11 lipca 1648 podczas angielskiej wojny domowej (1642–1651).
W kwietniu 1648 wojska Parlamentu w Walii, przez dłuższy czas nie opłacane, zwalczały wojska Rojalistów dowodzonych przez pułkownika
Johna Poyera, gubernatora Pembroke Castle. Dołączył do niego generał major (Major-General) Rowland Laugharne i pułkownik Rice Powel.
Po porażce podczas wstępnego uderzenia na małą armię Parlamentu pułkownika Hortona w bitwie pod St. Fagans,
Laugharne wycofał się z tym co zostało z jego armii by dołączyć do pułkownika Poyera w Pembroke.
Pułkownik Horton pomaszerował do Tenby mając 3000 świetnie wyszkolonych żołnierzy, których połowę stanowili dragoni, i przystąpił do oblężenia Tenby Castle, bronionego przez 500 Rojalistów pod dowództwem pułkownika Powela. Oliver Cromwell z następną armią Parlamentu złożoną z trzech regimentów piechoty i dwóch pułków jazdy dotarł do Gloucester w dniu klęski armii Rojalistów pod St. Fagans. Zostawi pułkownika Isaaca Ewera na czele małych sił by oblegał rojalistowski garnizon w Chepstow Castle, którym dowodził Nicholas Kemoys i ruszył by czym prędzej dołączyć do Hortona, stojącego w Tenby, gdzie przybył 15 maja. Następnie zostawiając Hortona z wystarczającymi siłami, by mógł poradzić sobie z Powelem, Cromwell ruszył na Pembroke.
Dnia 25 maja podczas szturmu Chepstow Castle zginął Kemoys. Powel skapitulował 31 maja i Tenby Castle został zajęty przez siły Hortona.
Pembroke Castle było bardzo silną, średniowieczną twierdzą, której nie można było zdobyć szybko. Był to wielki zamek położony na skalistym cyplu otoczony z trzech stron morzem, a od strony lądu chroniony potężną fosą oraz murami o grubości ponad 6 metrów.
Okręty uzbrojone w artylerię musiały z powodu sztormu zawrócić do Gloster, więc Cromwell spróbował frontalnego natarcia. Szturm nie powiódł się głównie z powodu zbyt krótkich drabin. Następnie obrońcy całkowicie zaskoczyli wojska Cromwella przeprowadzając nagłą wycieczkę, na skutek której zginęło 30 żołnierzy wojsk oblegających oraz zniszczone zostały roboty ziemne i inne umocnienia wykonane przez oblegających przeciw twierdzy. Cromwell zaniechał szturmów i gdy w połowie czerwca nadciągnęły działa oblężnicze, nadeszły dni ciągłej wymiany ognia artyleryjskiego między obu walczącymi stronami. Po trwającym miesiąc ogniu okazało się, że potężne mury twierdzy niewiele ucierpiały od dział armii oblegającej. W końcu wojska Cromwella odkryły przewód rurowy dostarczający wodę do twierdzy i natychmiast odcięły go. Z braku wody Poyer i Laugharne zostali zmuszeni 11 lipca do kapitulacji.
Cromwell rozkazał zniszczyć zamek tak, by już nigdy nie mógł być użyty jako forteca. Laugharne, Poyer i Powel zostali zabrani do Londynu, gdzie byli torturowani, a następnie zostali skazani na śmierć. Jednak wyrok wykonano tylko na Poyerze – a zadecydowało o tym losowanie. Egzekucja odbyła się 25 kwietnia 1649.